# Radoškov
Radoškov je vesnice, část obce Přibyslavice v okrese Brno-venkov v Jihomoravském kraji. Nachází se v Křižanovské vrchovině. Žije zde 67 obyvatel.

## Historie
Název vesnice je odvozen od osobního jména Radoch (Radošek). První písemná zmínka o vsi je z roku 1255. Radoškov býval majetkem rajhradského kláštera, stával zde panský dvůr. Do roku 1960 byl Radoškov samostatnou obcí.
Radoškov leží na vyvýšeném výběžku nad soutokem Bílého a Přibyslavického potoka. Donedávna osadu tvořila jedna ulice a náves s bývalou venkovskou školou, postavenou v roce 1899 a uzavřenou v roce 1960, zvonicí, hasičským skladištěm a obecní studnou, ostatní domy jsou roztroušeny na svazích. V současnosti jsou po obou stranách obce vybudovány již nové silnice. K Radoškovu náleží také samota Borkovcova pila a osada Spálený Mlýn.

## Obyvatelstvo
| Rok            | 1869 | 1880 | 1890 | 1900 | 1910 | 1921 | 1930 | 1950 | 1961 | 1970 | 1980 | 1991 | 2001 | 2011 | 2021 |
| -------------- | ---- | ---- | ---- | ---- | ---- | ---- | ---- | ---- | ---- | ---- | ---- | ---- | ---- | ---- | ---- |
| Počet obyvatel | 345  | 389  | 297  | 315  | 299  | 305  | 250  | 191  | 189  | 125  | 84   | 71   | 58   | 68   | 67   |
| Počet domů     | 41   | 50   | 54   | 54   | 56   | 50   | 54   | 59   | —    | 44   | 33   | 37   | 38   | 40   | 45   |

Vývoj počtu obyvatel